# Europaweg

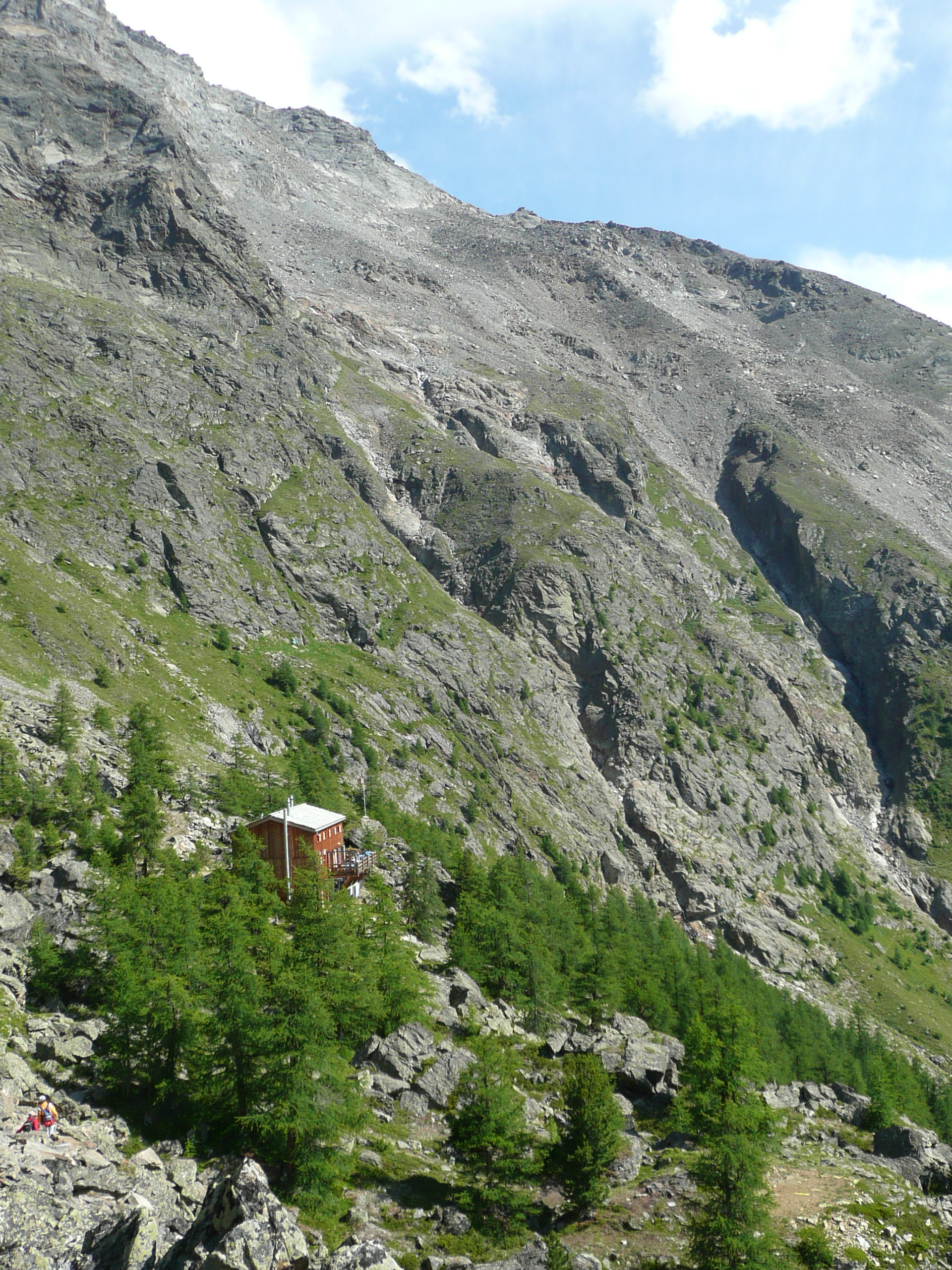
Europahütte

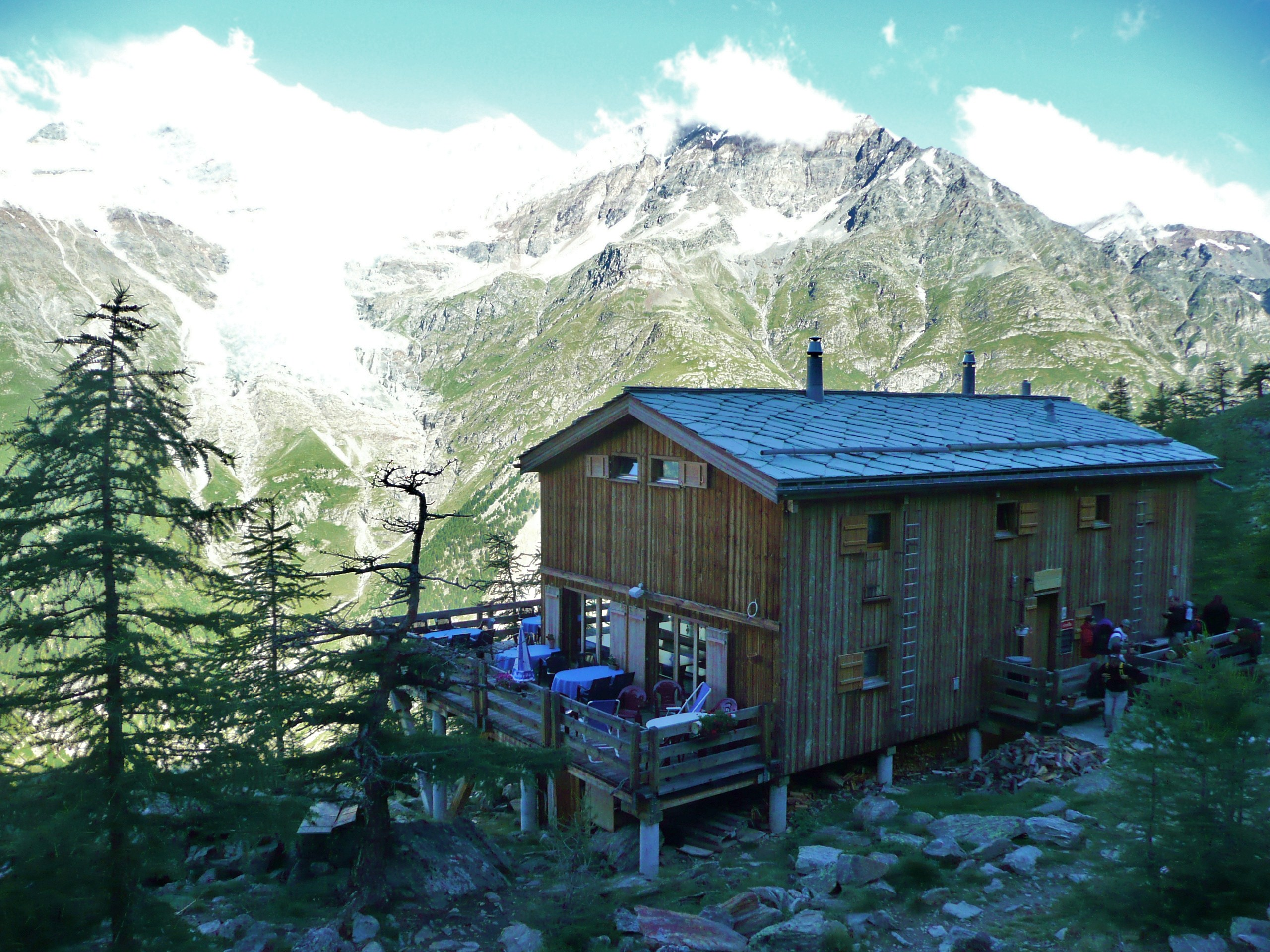
Europahütte en tidig morgon med utsikt mot Weisshornmassivet

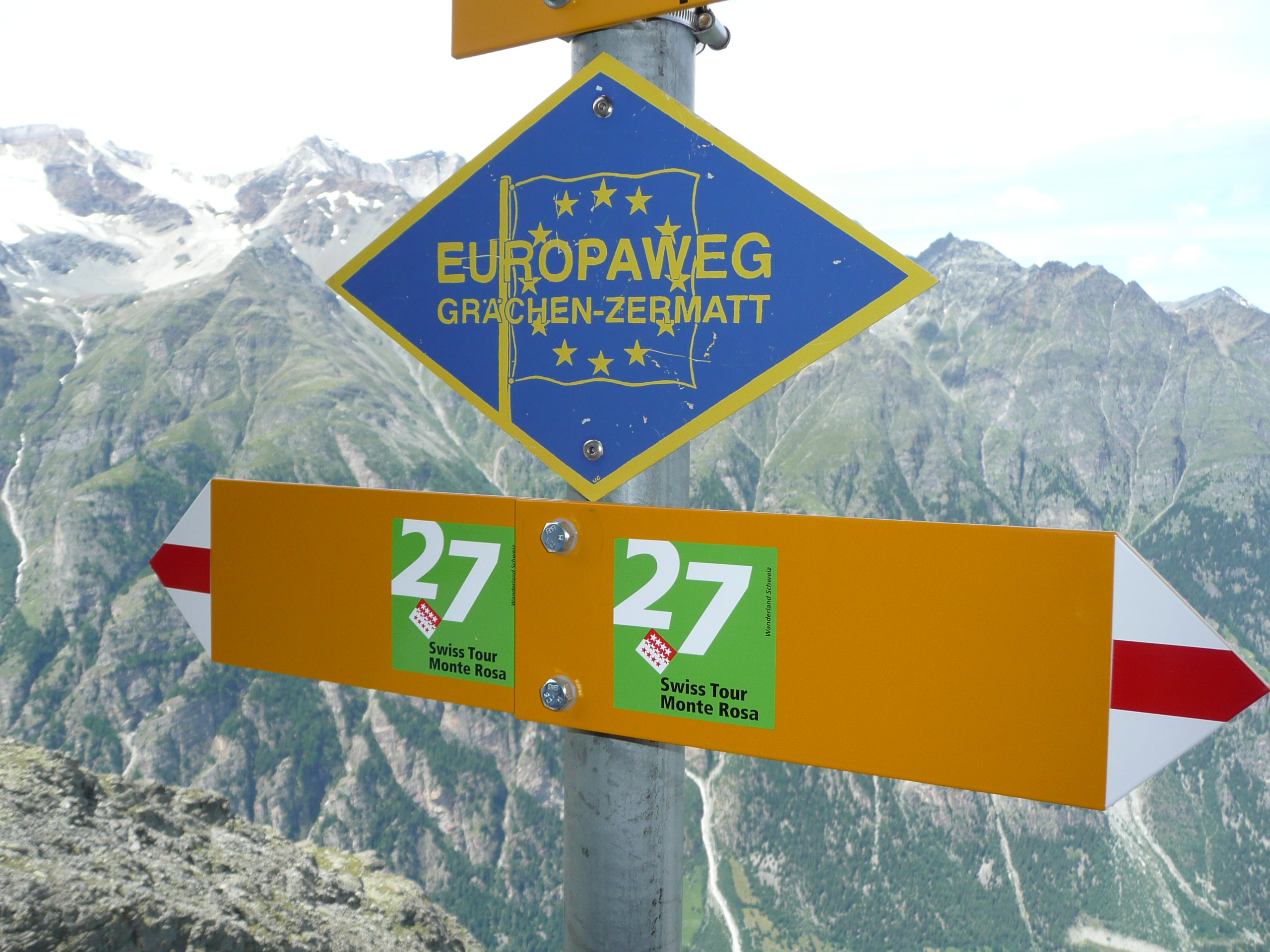
Gammal (blå) och ny (grön) vägvisare

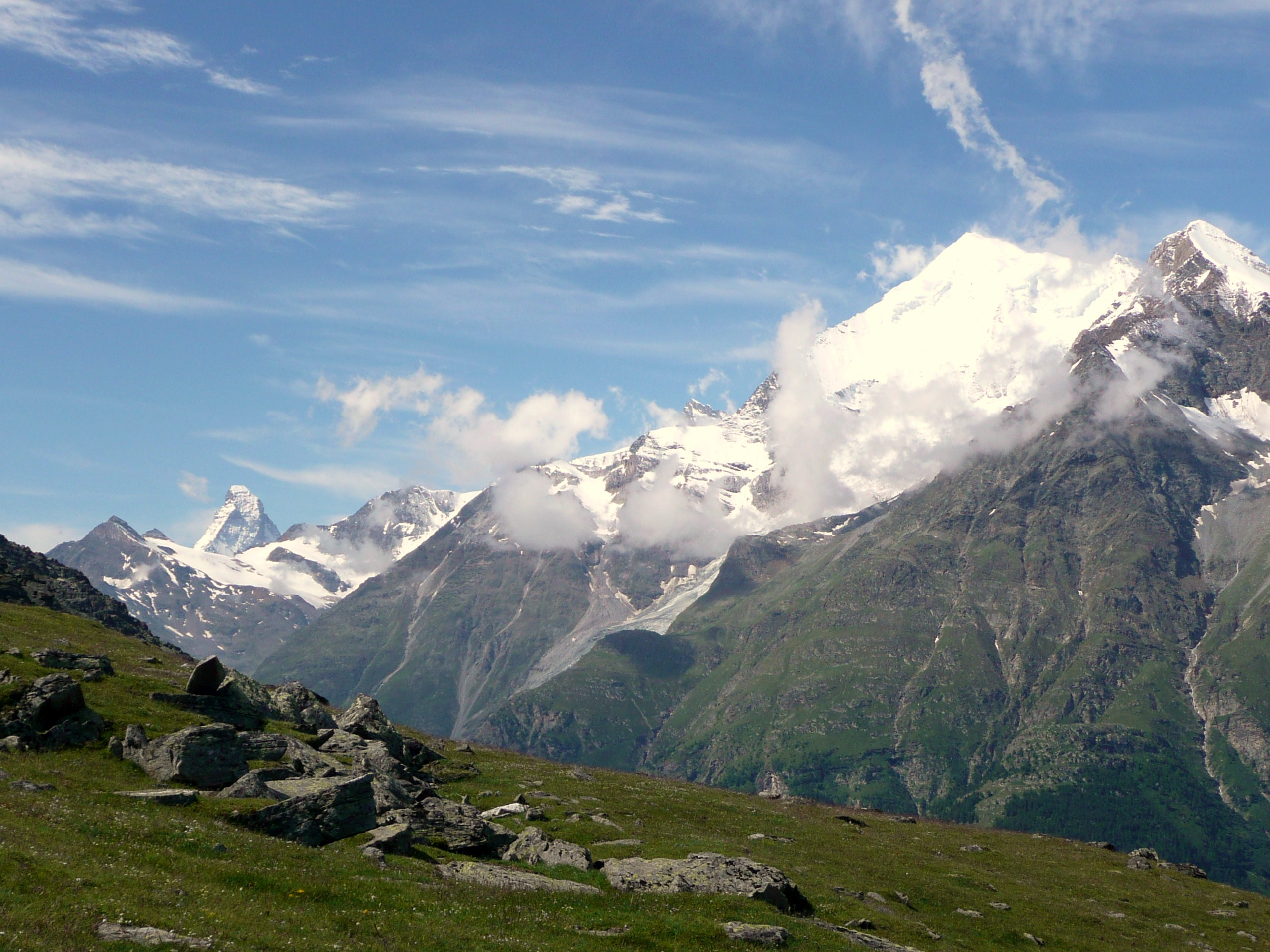
Utblick från halvvägs på Europaweg från Grathorn på 2.273 meters höj d i riktning mot Matterhorn och Weisshornmassivet

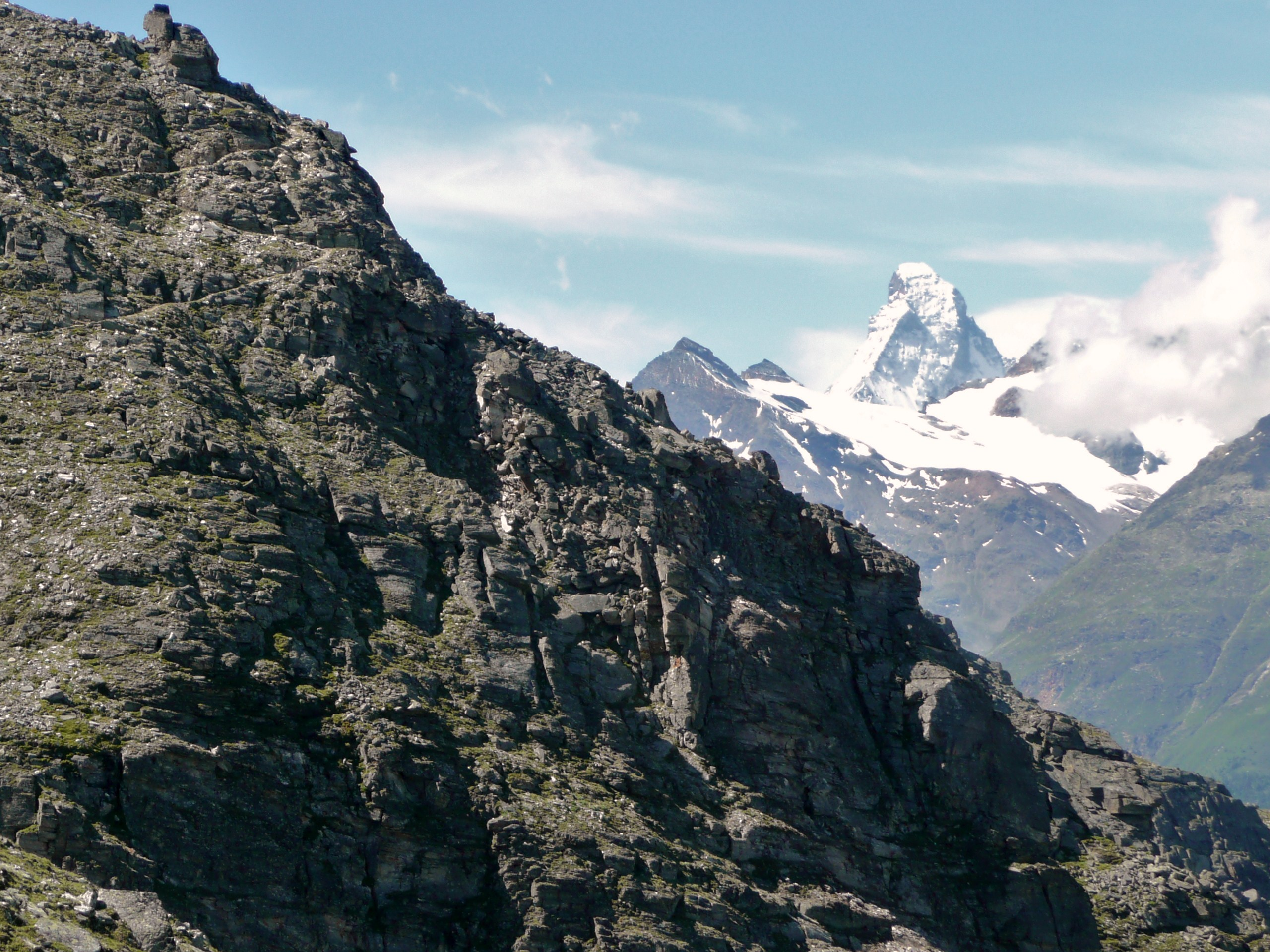
Europaweg framför "Grossen Graben

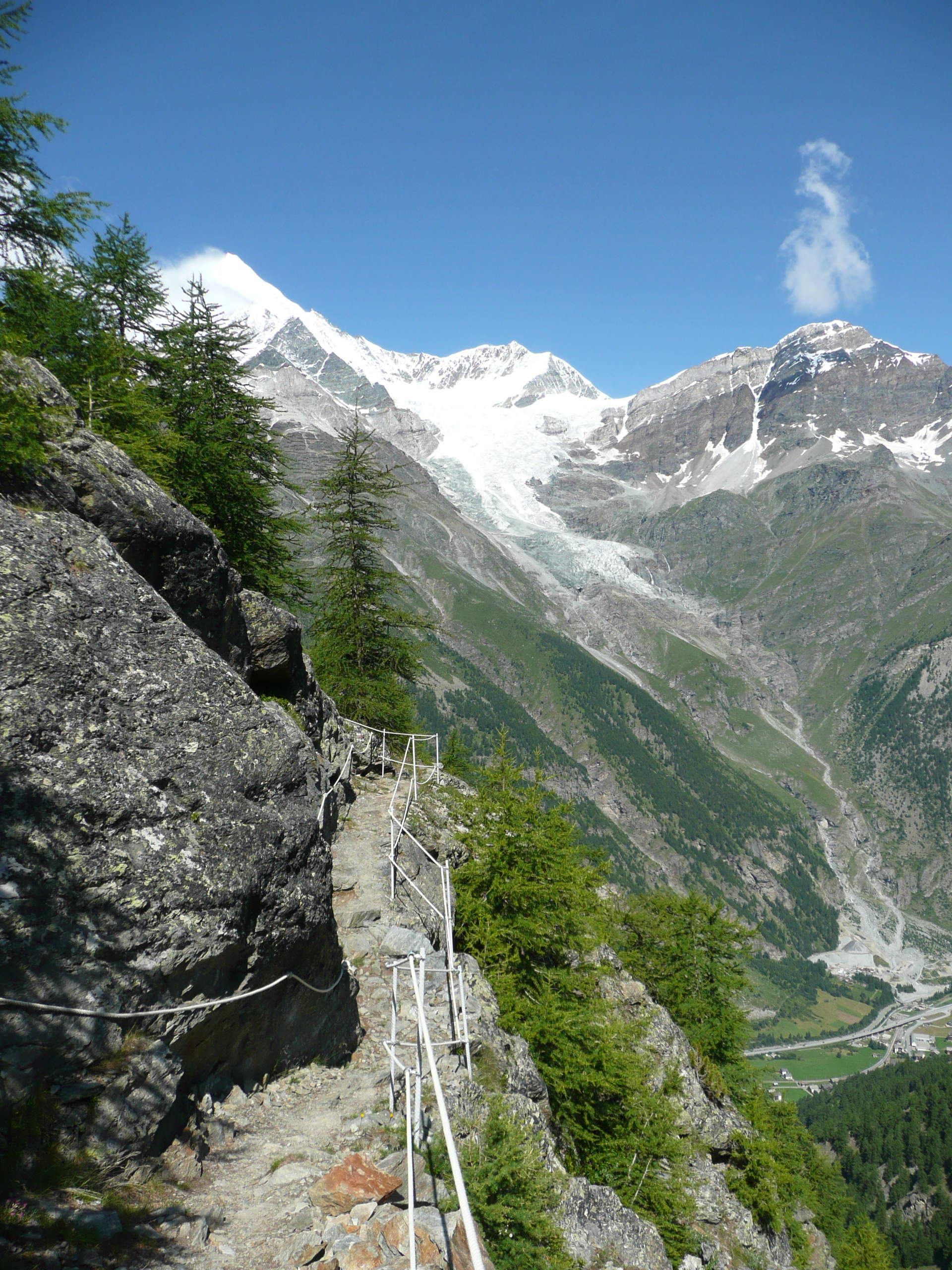
Väl säkrad bit av leden, med Weisshorn i bakgrunden

Europaweg är en vandringsled i Mattertal i Valais i Schweiz, som öppnades 1997, och leder från Grächen (1.619 meter över havet) till Zermatt (1 610 meter över havet). Vandringsleden är 31 kilometer lång och erbjuder utsikt över Weisshornmassivet. Den högsta punkten är "Grosse Graben" på 2 500 meters höjd. Vandringsleden är tillgänglig mellan mitten av juni och mitten av oktober. 

## Europahütte
År 1999 öppnades halvvägs på Europaweg, ovanför Randa, den nybyggda fjällstugan Europahütte. Den ligger i närheten av den plats, där vandringslederna Europaweg och Domhüttenweg möts. Från dess terrass är det en vidsträckt utsikt både mot Weishornmassivet och mot  Matterhorn.

## Charles Kuonen Hängebrücke
I juli 2011 spärrades leden av på etappen Europahütte – Sunnegga (etappen över Europabrücke ovanför Randa) på grund av kraftiga stenras, och två alternativa stigar (bergvariant och dalvariant) med åtta timmars vandring anvisades. Från juli går leden åter på en högt liggande hängbro över ravinen med dess farliga stenrasområde, Charles Kuonen Hängebrücke.

## Bildgalleri

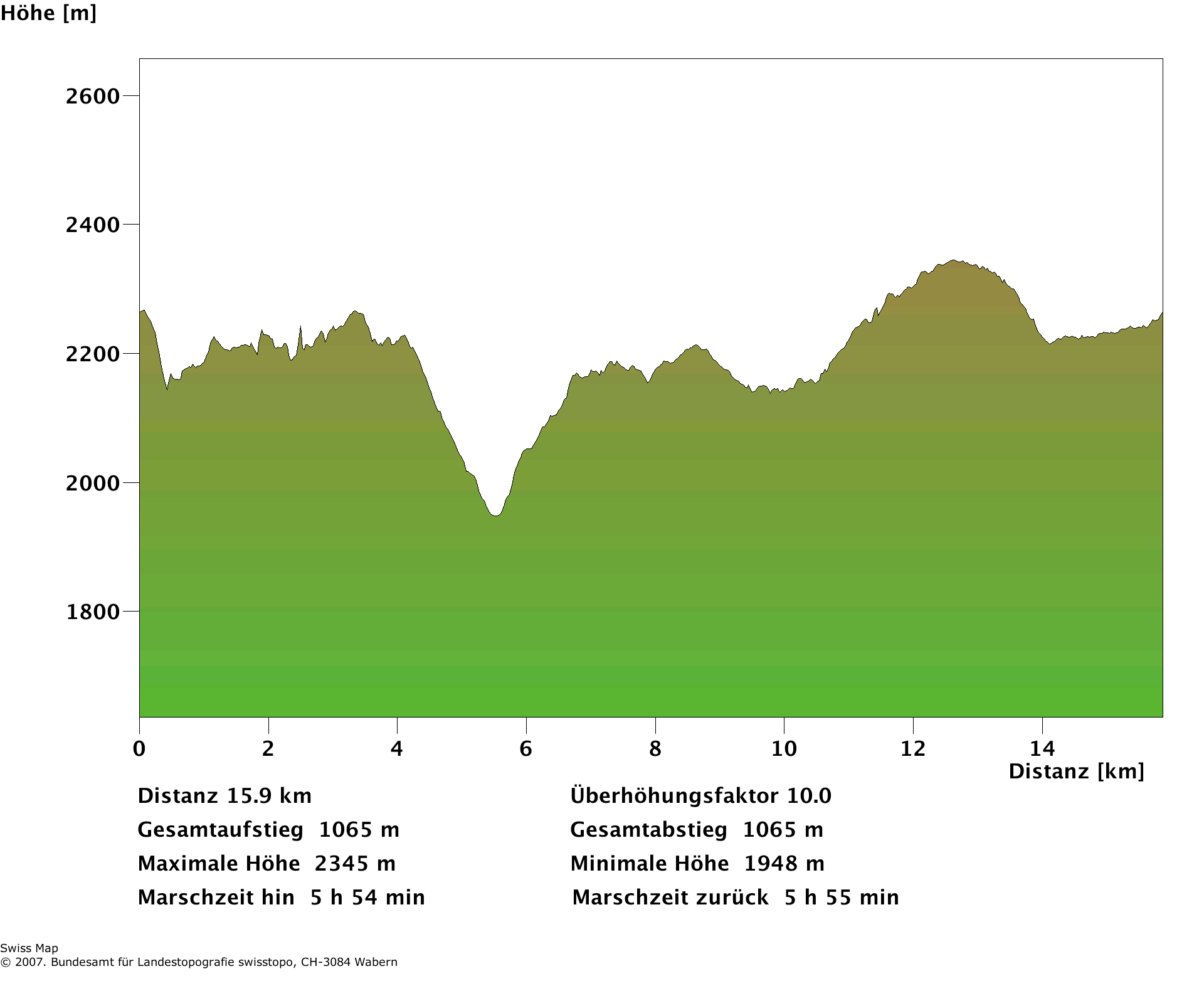
Sträckan Europahütte – Sunnegga. Vägen över Europabrücke
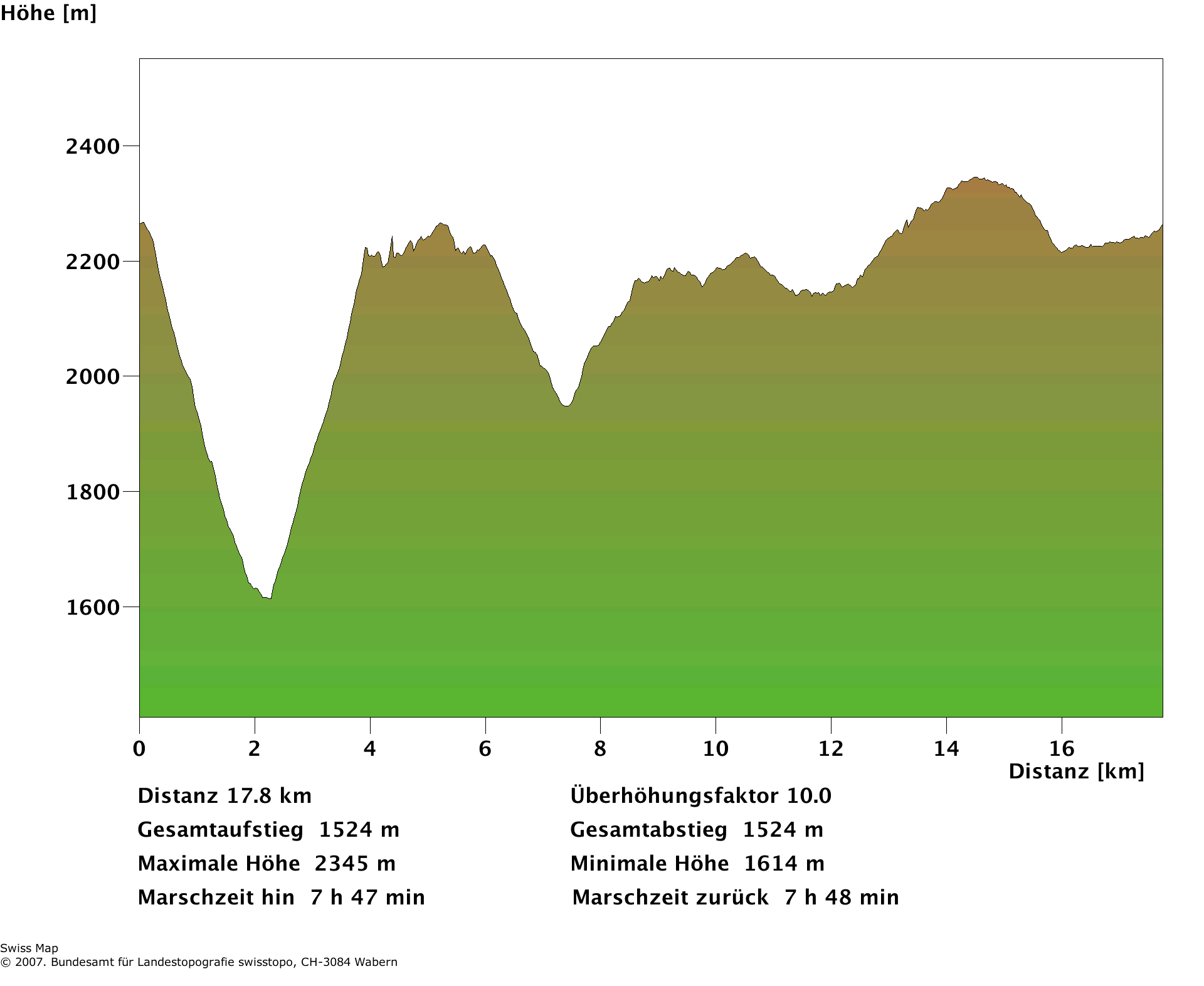
Sträckan Europahütte – Sunnegga: bergvarianten 2010–2017 efter avspärrningen av Europabrücke 2010
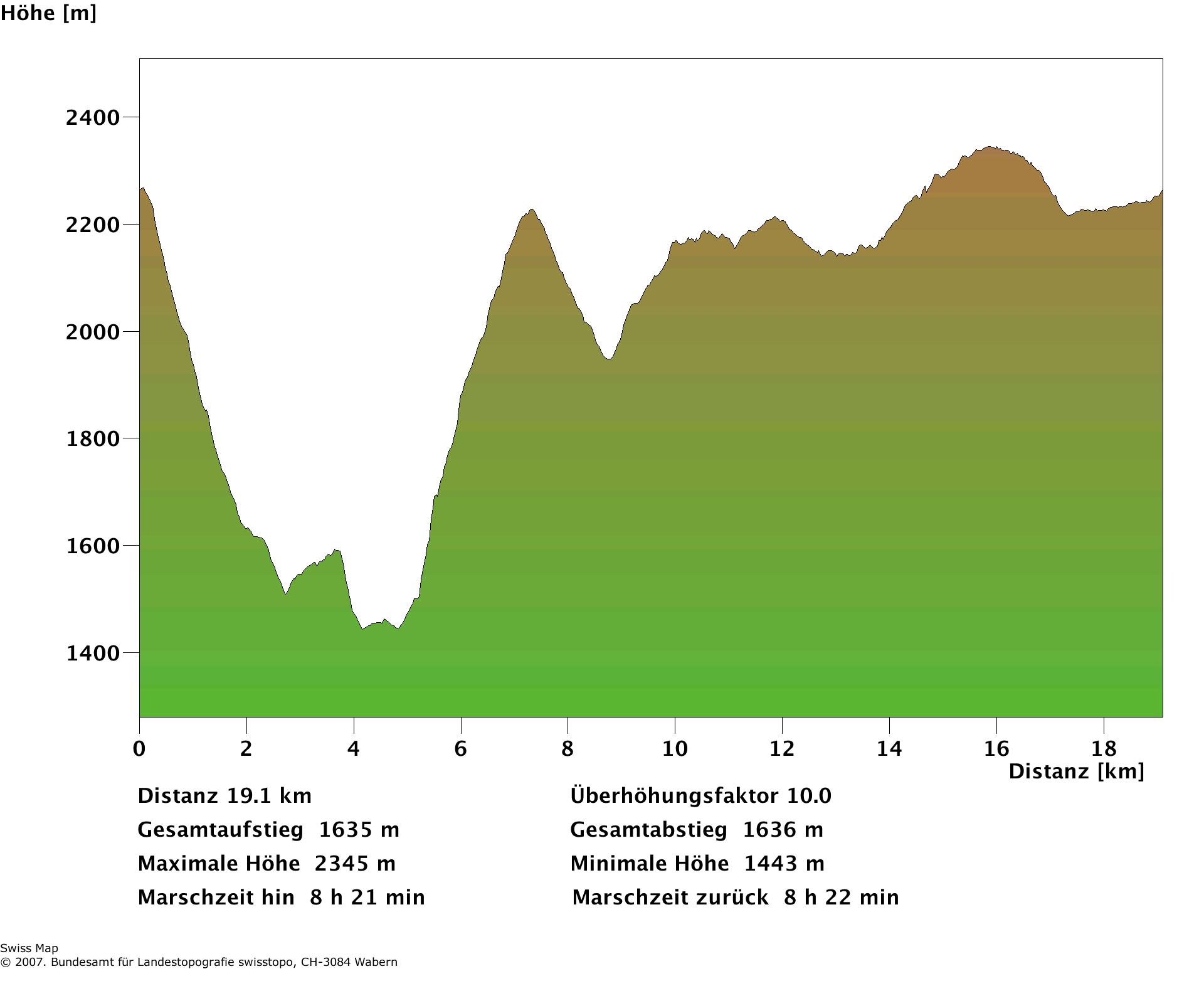
Sträckan Europahütte – Sunnegga: dalvarianten 2010–2017 efter avspärrningen av Europabrücke 2010